# Делени (Идечу де Жос)
Делени (рум. Deleni) насеље је у Румунији у округу Муреш у општини Идечу де Жос. Oпштина се налази на надморској висини од 441 m.

## Становништво
Према подацима из 2002. године у насељу је живело 309 становника, од којих су сви румунске националности.